# Asociere la domnie
Asocierea la domnie (alternativ: asocierea la tron) este o practică întâlnită în formele de guvernământ monarhice. Ea presupune că un monarh alege urmașul său prezumtiv, acordându-i formal atribuții semnificative în conducerea statului. Exemple pentru asocierea la domnie pot fi găsite de-a lungul istoriei în diferite state, precum Egiptul antic, Imperiul Roman, Imperiul Bizantin și țările române medievale. În țările române, asocierea la domnie a fost folosită de domni pentru a asigura stabilitatea și continuitatea conducerii, în contextul în care succesiunea era lipsită de reguli bine stabilite și atât urmașii legitimi, cât și bastarzii puteau emite pretenții la tron. Atât Basarab I cât și Mircea cel Bătrân și-au asociat urmașii la tron, în timp ce alți domni fără copii și-au asociat frații.